# Michael Beach
Michael Anthony Beach (* 30. října 1963 Roxbury) je americký herec.

## Počátky
Narodil se v Roxbury ve státě Massachusetts do rodiny s kapverdským původem. Navštěvoval školy v Dedhamu a New Yorku. V mládí se věnoval lakrosu, při kterém se však vážně zranil a dal se tedy na herectví.

## Kariéra
Poprvé se Beach před kamerou objevil v roce 1986, a to konkrétně v televizním snímku Vengeance: The Story of Tony Cimo. Působil dlouhodobě v několika televizních seriálech, nejznámější rolí se však stala role Monteho Parkera v seriálu Třetí hlídka. Větší roli si střihl i v Pohotovosti.
Zahrál si i v několika úspěšných celovečerních snímcích. Vidět jsme jej mohli ve filmech jako Propast, Opři se o mě, Prostřihy, Pravdivá romance nebo Insidious: Chapter 2.

## Ocenění
Je držitelem Zlatého Glóbu spolu s dalšími herci za roli ve filmu Prostřihy. Získal také cenu Image Award za roli v seriálu Třetí hlídka.
Na další dvě Image Award byl také nominován a nominaci získal i na ceny Black Film Award a Black Reel Award.

## Osobní život
Žije v Los Angeles se svou ženou Elishou a čtyřmi dětmi.

## Filmografie

### Filmy
- 1986 – Zlaté pěsti
- 1987 – End of the Line, Podezřelý
- 1988 – In a Shallow Grave
- 1989 – Opři se o mě, Propast
- 1990 – Vnitřní záležitosti, Rychlopalba
- 1991 – Svérázná spravedlnost, Pozdě k večeři
- 1992 – Jeden chybný krok
- 1993 – The Hit List, Prostřihy, Pravdivá romance
- 1995 – Lháři, Černá klec, Až si vydechnu
- 1996 – Rodinná záležitost
- 1997 – Oběti, Duch rodiny
- 1998 – A Room withnout Doors, Johnny Skidmars, Dr.Hugo
- 1999 – Mrtvý muž, Asunder
- 2002 – Crazy as Hell
- 2006 – Lenexa, 1 mile
- 2008 – První neděle, Pekelná jízda
- 2009 – Pastor Brown
- 2012 – Záblesk slávy, Red Dawn
- 2013 – Zlomené město, Hurikán smrti, Scrapper, Assassins Tale, Things Never Said, Insidious: Chapter 2

### Televizní filmy
- 1986 – Vengeance: The Story of Tony Cimo
- 1988 – Víkendová válka, Životní šance
- 1990 – Dangerous Passion
- 1991 – 37. patro v plamenech
- 1992 – Another Round
- 1993 – Evening Class, Final Appeal
- 1994 – Knight Rider 2010, Midnight Run of Your Life
- 1995 – Skica smrti 2
- 1996 – Nejtvrdší zápas
- 1997 – Mr. Scrooge
- 1998 – Ruby Bridges
- 1999 – Spawn 3: Ultimate Battle
- 2003 – Critical Assembly
- 2006 – Jako Mike 2
- 2008 – Hvězdná brána: Archa pravdy
- 2009 – Relative Stranger, Play Dead
- 2010 – Night and day, Gimme shelter
- 2011 – Partners, Justice for Natalee Holloway
- 2012 – David E.Talbert Presents: A Fool and His Money
- 2013 – Notes from Dad

### Televizní seriály
- 1988 – The Street
- 1989 – ABC Afterschool Specials
- 1990 – Shannon's Deal
- 1991 – Veronica Clare, Gabriel's Fire, Quantum Leap
- 1993 – Walker, Texas Ranger
- 1994 – South Central, NYPD Blue, Sweet Justice
- 1994–1995 – Under Suspicion
- 1995 – Právo a pořádek, Dotek anděla
- 1995–1997 – Pohotovost
- 1999 – Spawn
- 1999–2005 – Třetí hlídka
- 2004 – Law & Order:Special Victims Unit
- 2004–2006 – Justice League Unlimited
- 2006 – Bratři a sestry, Beze stopy
- 2007 – Žralok, Myšlenky zločince
- 2007–2009 – Hvězdná brána: Atlantida
- 2009 – Vražedná čísla, Soul, The Cleaner
- 2010 – Anatomie lži
- 2010–2012 – Sons of Anarchy
- 2011 – Chirurgie, Myšlenky zločince: Chování podezřelých, Closer
- 2011–2013 – The Game
- 2012 – Námořní vyšetřovací služba, A Gifted Man
- 2013 – Southland, The Client List